# Puya (växter)
Puya är ett släkte av gräsväxter. Puya ingår i familjen Bromeliaceae.

## Dottertaxa tillPuya, i alfabetisk ordning[1]
- Puya adscendens
- Puya aequatorialis
- Puya alata
- Puya alba
- Puya alpestris
- Puya alpicola
- Puya angelensis
- Puya angulonis
- Puya angusta
- Puya antioquensis
- Puya araneosa
- Puya argentea
- Puya aristeguietae
- Puya assurgens
- Puya atra
- Puya barkleyana
- Puya bermejana
- Puya berteroana
- Puya bicolor
- Puya boliviensis
- Puya boopiensis
- Puya boyacana
- Puya brachystachya
- Puya brackeana
- Puya bravoi
- Puya brittoniana
- Puya cajasensis
- Puya cardenasii
- Puya cardonae
- Puya casmichensis
- Puya castellanosii
- Puya cerrateana
- Puya chilensis
- Puya claudiae
- Puya clava-herculis
- Puya cleefii
- Puya cochabambensis
- Puya coerulea
- Puya commixta
- Puya compacta
- Puya coriacea
- Puya cristata
- Puya cryptantha
- Puya ctenorhyncha
- Puya cuatrecasasii
- Puya cuevae
- Puya cylindrica
- Puya dasylirioides
- Puya densiflora
- Puya depauperata
- Puya dichroa
- Puya dodsonii
- Puya dolichostrobila
- Puya donneriana
- Puya dyckioides
- Puya elviragrossiae
- Puya entre-riosensis
- Puya erlenbachiana
- Puya eryngioides
- Puya exigua
- Puya exuta
- Puya fastuosa
- Puya ferox
- Puya ferreyrae
- Puya ferruginea
- Puya fiebrigii
- Puya floccosa
- Puya fosteriana
- Puya fulgens
- Puya furfuracea
- Puya gargantae
- Puya gerdae
- Puya gerd-muelleri
- Puya gigas
- Puya gilmartiniae
- Puya glabrescens
- Puya glandulosa
- Puya glareosa
- Puya glaucovirens
- Puya glomerifera
- Puya goudotiana
- Puya gracilis
- Puya grafii
- Puya grandidens
- Puya grantii
- Puya grubbii
- Puya gutteana
- Puya hamata
- Puya harmsii
- Puya herrerae
- Puya herzogii
- Puya hirtzii
- Puya hofstenii
- Puya horrida
- Puya hortensis
- Puya hromadnikii
- Puya huancavelicae
- Puya humilis
- Puya hutchisonii
- Puya ibischii
- Puya iltisiana
- Puya isabellina
- Puya joergensenii
- Puya killipii
- Puya kuntzeana
- Puya laccata
- Puya lanata
- Puya lanuginosa
- Puya larae
- Puya lasiopoda
- Puya laxa
- Puya lehmanniana
- Puya leptostachya
- Puya lilloi
- Puya lineata
- Puya llatensis
- Puya lokischmidtiae
- Puya longisepala
- Puya longispina
- Puya longistyla
- Puya lopezii
- Puya lutheri
- Puya macbridei
- Puya macropoda
- Puya macrura
- Puya maculata
- Puya mariae
- Puya medica
- Puya membranacea
- Puya meziana
- Puya micrantha
- Puya mima
- Puya minima
- Puya mirabilis
- Puya mitis
- Puya mollis
- Puya mucronata
- Puya nana
- Puya navarroana
- Puya nigrescens
- Puya nitida
- Puya nivalis
- Puya novarae
- Puya nutans
- Puya obconica
- Puya occidentalis
- Puya ochroleuca
- Puya olivacea
- Puya oxyantha
- Puya pachyphylla
- Puya parviflora
- Puya pattersoniae
- Puya paupera
- Puya pearcei
- Puya penduliflora
- Puya pichinchae
- Puya pitcairnioides
- Puya pizarroana
- Puya ponderosa
- Puya potosina
- Puya pratensis
- Puya prosanae
- Puya pseudoeryngioides
- Puya pumila
- Puya pusilla
- Puya pygmaea
- Puya pyramidata
- Puya raimondii
- Puya ramonii
- Puya ramosissima
- Puya rauhii
- Puya reducta
- Puya reflexiflora
- Puya retrorsa
- Puya riparia
- Puya robin-fosteri
- Puya roezlii
- Puya roldanii
- Puya roseana
- Puya rusbyi
- Puya sagasteguii
- Puya sanctae-crucis
- Puya sanctae-martae
- Puya santanderensis
- Puya santosii
- Puya secunda
- Puya sehuencasensis
- Puya serranoensis
- Puya silvae-baccae
- Puya simulans
- Puya smithii
- Puya sodiroana
- Puya solomonii
- Puya spathacea
- Puya stenothyrsa
- Puya stipitata
- Puya strobilantha
- Puya textoragicolae
- Puya thomasiana
- Puya tillii
- Puya tovariana
- Puya trianae
- Puya tristis
- Puya trollii
- Puya tuberosa
- Puya tunarensis
- Puya tyleriana
- Puya ugentiana
- Puya ultima
- Puya valida
- Puya vallo-grandensis
- Puya vargasiana
- Puya vasquezii
- Puya weberbaueri
- Puya weberiana
- Puya weddelliana
- Puya venezuelana
- Puya venusta
- Puya werneriana
- Puya vervoorstii
- Puya westii
- Puya vestita
- Puya volcanensis
- Puya wrightii
- Puya wurdackii
- Puya yakespala